# Darvas
Darvas is een plaats (község) en gemeente in het Hongaarse comitaat Hajdú-Bihar. Darvas telt 677 inwoners (2001).